# Helmut Senekowitsch
Helmut Senekowitsch (ur. 22 października 1933 w Grazu, zm. 9 września 2007 w Klosterneuburgu) – austriacki piłkarz i selekcjoner kadry narodowej.
Jako zawodnik reprezentacji narodowej Austrii wystąpił 18 razy w latach 1957–1968 i zdobył 5 bramek. Na arenie klubowej występował w takich klubach jak: Sturm Graz, First Vienna FC, Real Betis i FC Wacker Innsbruck. W 1958 roku wystąpił na mistrzostwach świata w Szwecji. W 1976 objął funkcję selekcjonera kadry narodowej. W 1978 przeprowadził drużynę do II rundy mistrzostw świata, gdzie Austria pokonała RFN 3:2.
W 2003 otrzymał Krzyż Kawalerski II Klasy Odznaki Honorowej za Zasługi dla Republiki Austrii.